# 드래곤볼 Z
드래곤볼 Z(일본어: ドラゴンボールZ)는 토리야마 아키라의 만화인 드래곤볼을 원작으로 한 TV판 애니메이션이다. 첫 시리즈인 드래곤볼의 속편이다. 대한민국에서는 대원동화(현 대원미디어)를 통해 비디오로 출시된 적이 있고, 투니버스, 애니원에 방영되었다.

## 줄거리

### 1기
드래곤볼[오리지널]에서 피콜로 대마왕을 이기고 평화를 되찾은 지구. 하지만 우주로부터 손오공의 형인 라데츠가 나타나 손오공에게 행성을 정복하는 일에 협력하지 않으면 손오반을 죽이겠다고 협박하며 손오반을 납치해 간다. 손오반을 피콜로와 협력해 구하기 위해 싸우다 손오공은 라데츠를 결박시키고 피콜로에게 마관광살포를 맞아 라데츠와 함께 죽게 된다. 라데츠는 1년 후 자신보다 몇 배는 더 강한 사이어인들이 찾아온다고 예고하고 이를 대비하기 위해서 죽은 오공은 계왕성에서 계왕과 함께 수련하고 손오반은 피콜로와 함께 수련을 하게 된다. 1년 후 지구를 침략해온 사이어인 베지터, 내퍼. 드래곤볼로 손오공을 살리지만 도착이 늦어 나머지 Z전사들인 피콜로, 손오반, 천진반, 야무치, 교자가 사이어인들과 대치하게 된다. 그러나 너무나도 큰 힘의 차이로 연이어 패배하게 된다. 손오공이 도착했을 때엔 벌써 피콜로를 포함한 많은 Z전사들이 죽은 상태였고 이에 손오공은 분노하여 내퍼를 간단히 이기고 계왕성에서 배운 신 기술인 계왕권으로 베지터에게 대항하지만 고전하게 된다. 하지만 크리링과 손오반, 야지로베의 도움으로 베지터를 이길 수 있었고 손오공은 나중에 좋은 상대가 될 것이라며 베지터를 살려 보낸다. 피콜로가 죽으면서 지구의 신이 죽게 되면서 죽은 Z전사들을 드래곤볼로 살릴 수 없게 된다. 크리링은 나메크 성에 드래곤볼이 더 있을 거라고 생각하여 나메크 성으로 가자고 한다. 손오공은 베지터와의 혈투로부터 큰 부상을 입어 바로 출발할 수 없었고, 먼저 나메크 성으로 손오반과 부르마, 크리링, 셋이서 피콜로가 타고 온 우주선을 타고 떠나게 된다. 그러나 나메크 성에서 이들을 맞이한 것은 베지터와 프리저 일당이었다. 프리저는 나메크 성의 드래곤볼을 통해 영생을 얻기 위하여 나메크 성의 주민들을 무차별 학살을 거행하면서 드래곤볼을 모은다. 그러나 베지터와 손오반, 크리링 또한 드래곤볼을 모으고 있었으므로 방해가 되어 도도리아와 자봉을 보내지만 이 둘은 모두 당하고 만다. 프리저 일당의 압도적인 힘에 대비하여 손오반과 크리링은 베지터와 임시로 동맹을 맺고 기뉴특전대와 싸우는데 일방적으로 당하고 만다. 도중에 손오공이 도착하여 기뉴 특전대와 싸워 이기게 되지만 기뉴의 바디 체인지 기술로 큰 부상을 입게 된다. 베지터는 손오공이 프리저와 싸울 때의 전력이 되겠다고 생각하여 메디컬 머신에 손오공을 집어 넣고 잠시 휴식을 취한다. 그 사이 손오반과 크리링이 드래곤볼로 피콜로를 되살려 나메크 성에 데려온다. 그 모습을 포착한 베지터는 나메크 성의 신룡인 포룽가에게 자신을 불로불사로 만들라고 하지만, 나메크 성의 드래곤볼을 만든 최장로가 죽어 베지터의 소원은 이뤄지지 않았다. 베지터는 분개하여 손오반과 크리링을 공격하려 하나 다음 순간 프리저의 모습을 보고 얼어붙게 된다. 모든 것을 지켜 본 프리저는 분개하여 손오반, 크리링, 베지터를 압도하게 된다. 한편, 되살아난 피콜로는 프리저에게 당한 강력한 나메크인 전사 네일과 동화하여 손오반 일행과 함께 싸우기 위해 간다. 동화로 인한 급격한 파워 업으로 프리저의 제 2 형태를 압도한 피콜로였으나, 제 3 형태가 된 프리저에겐 당하고 만다. 이 때 프리저는 서비스라면서 최종 형태로 변신하게 되는데 그 압도적인 강함에 손오반 일행은 아무것도 할 수 없었다. 덴데의 죽음으로 손오반이 잠깐 분노를 통한 폭발적인 힘으로 프리저를 공격하지만 큰 효과는 주지 못했다. 완치된 손오공이 도착했을 땐 프리저에 의해 덴데가 벌써 죽은 상태였고 베지터가 눈앞에서 죽어버리고 만다. 손오공은 프리저와 싸우게 되어 계왕권을 20배까지 올리면서 대항하지만 역부족이었다. 그러나 나메크 성의 기를 받아서 원기옥을 날려 프리저를 공격한다. 그러나 프리저는 죽지 않고 살아 있었고 크리링의 몸을 폭발시켜 죽게한다. 크리링의 죽음은 손오공에게 크나큰 분노를 안겨주게 되었고 이는 손오공으로 하여금 1000년에 한 번 태어난다는 전설의 초(超)전사 슈퍼 사이어인으로 변신하게 한다. 프리저는 매우 놀라 힘을 최대한 불려 대항하지만 상대가 되지 않자 나메크 성을 폭발하려는 시도로 나메크 성의 핵에 데스 볼을 날린다. 행성이 폭발하려는 위기에 처하자 손오공은 손오반에게 먼저 피콜로를 데리고 탈출하라고 하며 자신은 프리저와 대결을 위해 나메크 성에 남게 된다. 지구에선 되살아난 신과 미스터 포포가 프리저에게 죽은 사람을 살려달라는 소원을 빌어 덴데와 최장로도 부활하게 되고, 마지막 소원으로 "손오공과 프리저를 뺀 사람들을 전부 지구로 데려와 주세요"라고 해 손오공과 프리저만 남아 싸운다. 전투 도중, 프리저는 자신의 기술에 역으로 당하여 하반신이 잘려나가게 되어 죽을 위기에 처하게 되고 손오공은 마지막 자비로 기를 조금 나눠주고 떠나려 한다. 그러나 프리저는 그 기를 손오공을 공격하는 데에 쓰고 손오공은 이런 프리저를 더 이상 살려둘 가치가 없다고 생각하여 그 자리에서 처치한다. 승리한 손오공은 우주선을 타고 바로 지구로 돌아오지 않고 몇 년 동안 다른 행성에서 야드레드 성인과 같은 이성인들에게 여러 기술들을 배우게 된다. 한편, 세월이 흐른 지구에 기계의 몸이 되어 환생한 프리저(일명 : 메카 프리저)가 자신의 아버지인 콜드 대왕과 부하들을 이끌고 손오공에 대한 복수를 하기 위해 찾아오나 미래에서 손오공의 심장병과 인조인간의 위험을 예고하려 오게 된 트랭크스에게 당하고 만다. 이후, 트랭크스로부터 인조인간의 이야기를 들은 손오공은 3년 후를 대비해 수련을 한다. 이 때 베지터가 트랭크스의 슈퍼 사이어인 변신을 보고 자신만 뒤쳐질 수 없다며 끝없는 수련을 통해 슈퍼 사이어인으로 각성하게 된다.

### 2기
3년 후, 트랭크스가 예고한 대로 손오공이 심장병에 걸리고 인조인간이 지구를 위협하게 된다. 슈퍼 사이어인으로 각성한 베지터는 빅뱅 어택으로 인조인간 19호를 처단하게 되나 트랭크스는 자신이 말한 인조인간들이 이들이 아니라고 한다. 진실을 알기 위해 인조인간 20호(닥터 게로)의 실험실을 찾아 간 Z전사들은 인조인간 17, 18호와 만나게 된다. 인조인간 17호와 18호는 닥터 게로에게 순종적으로 굴기 싫어하여 바로 닥터 게로를 죽여버리고 베지터는 인조인간 18호에게 싸움을 건다. 그러나 베지터는 패배하고 인조인간 16호까지 합세한 3인조는 손오공을 죽이기 위해 길을 떠난다. 최종 목적지인 무천도사의 집에 찾아간 그들은 신과 융합한 피콜로와 전투를 벌인다. 그 때 궁극의 인조인간 셀이 나타나 완전체가 되기 위해 17호를 흡수한다. 병이 나은 손오공은 베지터와 트랭크스를 정신과 시간의 방으로 데려간다. 셀이 18호를 찾을 때 수련을 마친 베지터가 초베지터가 되어 제 2 형태의 셀을 압도한다. 하지만 그 때 셀이 베지터에게 "18호만 흡수하여 완전체가 된다면 너따위는 아무것도 아니다."라고 베지터를 도발하고 이에 넘어간 베지터는 반대한 트랭크스를 무시하고 셀에게 18호를 흡수하게 한다. 18호를 흡수해 완전체가 된 셀은 베지터 부자를 누르고 셀 게임을 일 주일 뒤에 개최한다고 선포한다. 이 때 수련을 마친 오공과 손오반. 손오반은 슈퍼 사이어인이 되어 있었고 손오공과 손오반은 슈퍼 사이어인 상태를 완벽히 체화시키기 위해 슈퍼 사이어인 상태를 풀지 않는 수련을 계속 하게 된다. 일 주일 뒤, 셀 게임이 시작되고 손오공은 셀과 대등하게 싸우다가 항복하고, 대타를 손오반에게 준다. 손오반은 16호의 희생으로 최초로 슈퍼 사이어인 2를 달성하여 셀을 압도한다. 그러나 손오반은 자만심에 빠져 셀을 한 번에 제압하지 않고 셀은 자폭을 시도하여 동반자살을 하려 한다. 이를 막기 위해 손오공이 순간이동으로 셀을 데려가 계왕성에서 폭발시키고, 그로 인하여 손오공과 계왕, 바부르스, 그레고리가 사망한다. 그러나 셀은 환생하여 사이어인의 특징인 "죽음의 문턱에서 살아난 사이어인은 몇 배로 강해진다."의 영향으로 더욱 강력한 형태인 퍼펙트 셀로 부활하여 트랭크스를 죽이고, 태양계를 파괴할 수 있는 카메하메하를 날리자, 손오반은 죽은 오공과 함께 '부자 카메하메하'를 날려 셀을 쓰러뜨린다. 이로써 지구에는 평화가 찾아왔고, 트랭크스는 미래로 돌아가 자신의 세계의 인조인간 17, 18호, 그리고 그들을 흡수하기 전의 셀을 쓰러뜨린다. 저승에서 오공은 파이크한과 함께 셀 영혼과 프리저 영혼을 다시 쓰러뜨린다. 그리고 저승제일무도회에서 오공은 파이크한을 이겨 우승을 차지한다. 그리고 7년이 흐른다.

### 3기
손오공이 죽고 7년 후, 손오반은 고등학생으로 성장하게 된다. 천하제일무술대회에서 그레이트 사이어맨으로 변장해 나가게 되고, 동생 손오천이 태어나 어린 아이로 성장하게 된다. 손오공은 계왕신에게 딱 하루 동안 지구에 있을 수 있게 허락받는다. 손오공은 천하제일 무도회에서 마인 세례를 받아 마인화가 된 베지터와 마주치게 된다. 베지터는 손오공과 맞붙다가 마인 부우가 부활하자 자폭을 시도하여 마인 부우를 쓰러리려 하나 실패하고 손오공이 마인 부우와 대결하게 된다. 마도사 바비디와 마인 부우가 난동을 부려 손오공은 슈퍼 사이어인 3로 변신해 마인 부우와의 대결에서 우세함을 보이지만 슈퍼 사이어인 3의 단점인 빠른 기 소모로 인하여 일단 후퇴한다. 손오공은 저승으로 돌아가고,뚱보 부우는 인간들의 악행에 엄청난 분노를 느낀다. 그리고 화난 부우의 머릿속에서 연기가 나오더니 부우의 나쁜 감정인 마른 부우가 나타나고,마른 부우가 뚱보 부우를 초콜릿으로 만들어 먹어버려서 마른 부우가 슈퍼 부우로 변신한다.그후 오천,트랭크스가 퓨전에 성공해 부우에게 도전하지만 역부족 이었고,정신과 시간의방에들어가서 수련한후,슈퍼 오천크스가 된다.그후 다시 부우에게 도전하러간 오천크스는 마인 부우를 묵사발로 만들어 버리지만,마지막 순간 변신이 풀려버려 위기에 처하지만 그때 계왕신계에서 수련하고온 손오반이 부우를 막지만,부우가 피콜로를 흡수하고 다시 합체한 오천크스마저 흡수한다.그후에 오반은 고전을 면치 못하고,오반마저 위기에 처하지만 노계왕신의 목숨을 받아 환생한 오공이 나타나 구해주고,계왕신계에서 새로 얻은 '포타라'라는 귀걸이로 오반과 합체 하려던 순간,부우가 오반을 흡수해 버린다.그후 오공 마저 위기에 처하지만 저승에서 잠시 이승으로온 베지터의 기를 감지하고 베지터가 있는 곳으로 가고,위기를 넘겨 베지터와 합체에 성공하고,슈퍼전사 베지트가 된다.그후 베지트는 부우를 묵사발로 만들지고 부우가 베지트마저 흡수한줄 알았지만 그건 베지트의 동료들을 구하려는 계획이었다.부우의 몸속에 들어가서 합체가 풀려버려 위기에 처하지만 동료들을 구하고 결국,부우의 몸속에서 탈출에 성공하지만 부우는 또 한번에 변신을 하고...결국 계왕신마저 두려워하는 원조의 키드 부우가 된다.키드 부우가 지구를 파괴하여 오공 일행은 위기에 처하지만 계왕신이 순간이동으로 구하러 왔고 오공,베지터는 목숨을 건지지만 오천,피콜로,오반,트랭크스,그리고 모든 지구인들이 사망하지만,키드 부우가 부활하여 계왕신계로 온후,오공,베지터,부우의 싸움이 시작되고 부우와 오공이 싸우는걸보고 베지터는 오공의 진정한 위대함을 알게된다.오공이 부우와 치열하게 싸우던 도중,오공이 기를 회복할 시간이 필요했고,베지터가 목숨을걸고 부우를 막지만 오공의 기가 회복되지는 않고 오히려 빠져나갔다.그순간,갑자기 부우가 머리속에서 뚱보 부우를 뿜어내고 뚱보 부우가 키드 부우와 싸워준다.나메크성의 신룡인 포륭가를 소환해 지구를 복구하고 베지터와 죽은 사람들을 부활시킨후 오공은 원기옥을 만들지만 지구인들의 믿음을 얻지못해 위기에 처하지만 미스터 사탄의 활약으로 슈퍼 원기옥을 완성하지만 오공의 체력이 부족한탓에 부우가 원기옥을 쓸지도 모르는 상황이 되버리고,마지막 소원으로 오공의 체력을 획복한후 오공이 결국 원기옥으로 부우를 쓰러뜨리는데 성공한다.반년뒤에 지구의 드래곤볼로 지구인들의 머릿속에서 부우를 지우고 평범한 일상으로 돌아가고 10년뒤,천하제일 무도회에서 오공은 부우의 환생인 우부와 싸우고 우부를 달련시키러 떠난다.

## 등장인물

#### 버독
- 손오공의 아버지. 하급 전사임에도 불구하고 상당한 실력자이자 유명인이다. 다른 사이어인들과는 달리 기네와 부부로서 살아가고 있다.

하급전사임에도 불구하고 평상시 전투력이 1만을 웃돌아, 전투력이 약 4천에서 5천 사이인 내퍼보다 2배 이상 강했다.
프러저와의 최종결전 때 별의 폭발과 함께 일어난 시공의 폭풍에 휘말려 약 2000년 전 혹성 베지터의 과거에 떨어지고 프리저의 조상 칠드를 쓰러트려 혹성 플랜트(혹성 베지터의 옛이름)를 지켜냈다.(공식)
혹성 카낫사를 침공하다 카낫사인의 저주 계열 공격에 맞아 미래를 예견할 수 있게 된다. 혹성 베지터가 파괴되는 것과, 손오공이 적들과 싸우는 것 등의 미래들이 예기치 않게 머릿 속에서 나타나게 된다. 처음에는 믿지 않았으나 점점 현실로 나타나자 버독은 프리저가 자신들을 멸망시키려 한다는것에 확신을 갖게 되고 동료들을 모아 프리저에 대항하려 하지만 동료들은 버독을 머리라도 다쳤냐며 무시한다. 결국 홀로 맞서게 되나 패배한다. (TVA 스폐셜, 비공식)

#### 손오공
- 드래곤볼 시리즈의 주인공. 버독의 아들로 형 라데츠가 있다. 본명은 카카로트.

드래곤볼 전 시리즈의 주인공으로서 원래는 지구인이 아니라 사이어인이다.
손오공은 어렸을 때 사이어인의 임무인 행성 침공을 목적으로 지구로 보내졌지만. 손오공의 할아버지 손오반의 보호 도중
머리를 크게 다쳐 사이어인의 악한 마음이 전부 사라져 지구를 지키는 전사가 되었다.
치치와 결혼해 아들인 손오반과 오천을 두었다.
먹는 것을 매우 좋아하며 강한 자와 싸우는 것을 좋아한다. 작중에서 전설의 전사로 불리는 슈퍼 사이어인으로 처음 변신을 선보인다.
기술로는 무천도사에게 배운 거북선사 전통기술인 카메하메하(かめはめ波)와
계왕에게 배운 기술인 계왕권과 원기옥이 있고
슈퍼 사이어인 3이나 4 상태로 쓸 수 있는 용권,
야드래트 성인에게 배운 순간이동,
카메하메하를 10배하여 발사하는 10배 카메하메하,
크리링의 기원참 , 천진반의 태양권까지 구사한다.
지구에서 여러 강자들과 겨루면서 지구 최강의 전사가 되었고 라데츠와의 전투에서 죽게되어
계왕을 만나 계왕권과 원기옥을 배우게 된다. 그 이후 나메크 성에 가서 기뉴특전대를 쓰러뜨리고
나메크 성에서 크리링의 죽음에 분노하여 프리저가 그저 허풍이라고 생각했던
슈퍼 사이어인이 되어 프리저를 격파한다.
이후 셀전에서 셀의 자폭을 막고자 순간이동으로 지구의 파멸을 막아 다시 한 번 지구를 구하게 된 공로로
저승에서 늙지 않는 육체를 가지게 되어 피나는 수련 후 슈퍼 사이어인 3까지 달성하게 된다.
이 후 계왕신의 도움으로 마인 부우와의 전투에서 승리하여 또 한 번 우주를 구하고
지구에서 새롭게 환생한 우부와 함께 수련을 떠나면서 공식적인 Z의 스토리는 마치게 된다.
덤으로 이름의 모티브는 당근("캐럿").

#### 베지터
- 혹성 베지터의 왕자로 어렸을 때부터 아버지 베지터왕을 뛰어넘는 그야말로 천재적인 초 엘리트다운 전투력을 가졌으며 (어린시절 이미 라데츠급 파워를 가진 재배맨을 가볍게 이겼다.) 지구 침공 후 손오공과는 서로 라이벌의 관계가 되었다.

손오공 피콜로 콤비에게 패한 라데츠의 정보로 드래곤볼이 지구에 있다는 사실을 알게 되고
영생의 소원을 이룰 목적으로 지구에 왔지만 손오공 일당에게 심각한 데미지를 입고 후퇴하고 말았다.
결국 나메크 성의 드래곤볼을 이용해 불사의 몸이 되어 전 우주 최강이 되고싶어했으나 그것도 실패하였고,
지구에서 살아가게 되는데 그러면서 점점 악한 마음이 사라지고 인간적인 면모를 가지게 된다.
부르마와 결혼해 아들인 트랭크스, 딸인 부라를 두었다.
그러나 아무 거리낌 없이 싸우던 예전의 자신으로 돌아가고 싶은 순수했던 그 마음은 사라지지 않고
마인 부우 일당중 데브라가 이를 발견하여 결국 바비디는 베지터를 자신의 부하로 만들어 버린다.
이 과정에서 엄청난 파워업을 하여 예전의 사이어인 전사였던 자신의 모습으로 손오공과 대등하게 대결하지만 결국 자신은 그 뒷감당을 하기 위해
자폭하여 마인 부우를 제거하려 했다.
비록 악인이었으나, 저승에 가서 만일을 위해 남겨진 베지터의 육체는
마인 부우를 이기는데 사용되어 손오공과 다시 합하여 최강의 전사 베지트로 거듭나기도 한다.
그 이후 카카로트가 마인 부우와 대등하게 싸우는 것을 보면서 그제서야
결국 카카로트를 넘버원으로 인정하게 된다.
기술로는 갤릭포, 파이널플래쉬, 빅뱅어택, 파이널 샤인 어택, 기원단, 자폭 기술인 파이널 익스플로전, 연속 에너지탄 등을 가지고 있다.
스스로 달을 만들어 오자루가 될 수 있는 능력이 있다. 손오공이 여러 스승을 거치면서 기술을 배운 것과는 달리, 베지터는 자신이 직접 기술을 터득했다.
자신의 한계에 분노하여 순수하게 강한 힘을 원하는 일념만으로 슈퍼 사이어인을 달성했다.
이름의 모티브는 야채"베지터블"

#### 손오반
- 손오공의 아들로 셀과의 싸움에서 승리를 얻어낸 전사다.

사이어인 손오공과 지구인 치치의 혼혈이며 감정 기복에 따라 전투력에 차이가 있다.
오공과 함께 지구를 지키는 전사 중 한 명이다.
엄청난 잠재능력을 갖고 있으며 작중에서 가장 처음으로 슈퍼 사이어인 2를 선보인다.
마인 부우 전때 15대 이전의 계왕신의 도움으로 모든 잠재능력을 개방해 통칭 "미스틱 손오반", 또는 "얼티메이트 손오반"이 되어 작중 단일최강이라 불렸지만, 이후 수련을 하지 않아 약해졌다는 묘사가 많이 나오고 있다.
이름의 모티브는 밥'반'(飯)

#### 손오천
- 손오공의 둘째 아들이며 트랭크스와 퓨전할 수 있다.

손오반과 마찬가지로 사이어인 손오공과 지구인 치치의 혼혈이며 아주 어린 나이부터 슈퍼 사이어인으로 변신할 수 있고, 트랭크스와 퓨전해 오천크스가 될 수 있다. 원래는 기공파나 무공술 등 다른 등장인물들이 가진 기술들이 능숙하지 않았으나, 형 손오반에게서 습득 후 통달하게 된다.
아무도 가르쳐주지 않았는데도 불구하고 슈퍼 사이어인으로 변신할 수 있으며 퓨전시 오천크스 상태에서 슈퍼 사이어인 3로 변신 가능하다.

#### 트랭크스
- 베지터의 아들로 손오천과 퓨전할 수 있다.

오천과 친구로, 사이어인 베지터와 지구인 부르마의 혼혈이며 슈퍼 사이어인으로 변신할 수 있다.
오천과 퓨전하면 오천크스로 변할 수 있고, 오천크스 상태일 때 슈퍼 사이어인 3으로 변신할 수 있다.
어렸을 때부터 아버지 베지터로부터 훈련을 받아왔다.

#### 미래 트랭크스
- 베지터의 아들로 드래곤볼 Z의 다른 미래의 트랭크스다.

손오반에게서 수련을 받아왔으며, 인조인간 17,18호의 습격을 손오공한테 알려준 미래의 유일한 Z전사다.
손오반의 죽음으로 인해 슈퍼 사이어인을 터득했으며, 타임머신을 타고 다시 미래로 온 후로는 인조인간 17,18호와 셀을 쓰러트렸다.
칼을 항상 가지고 다니며 자신의 스승인 손오반을 존경한다.

#### 오천크스
- 오천과 트랭크스의 퓨전상태이다. 퓨전으로 극적으로 전투력이 높아져, 슈퍼 사이어인 상태만으로도 뚱뚱한 마인 부우를 능가하는 전투력을 발휘.

오천과 트랭크스의 퓨전상태이다. 드래곤볼 Z의 마인 부우전에서 자주 등장하였으며 슈퍼 사이어인 3까지 변신 가능하다.
드래곤볼 원작에 나오는 유일한 퓨전 캐릭터이며, 퓨전하면 극단적으로 강해짐과 동시에 자만해진다. 기술로는 슈퍼 울트라 부우부우 발리볼, 연속 데드데드 미사일, 갤럭티카 도넛, 슈퍼 고스트 카미카제 어택 등이 있다.

#### 피콜로(마주니어)
- 피콜로 대마왕의 환생. 하지만 사실은 나메크 성인이다.

옛날에 오리지널에서 손오공과 막판의 라이벌 하지만 z부로 진입한 뒤 성격이 착해진다.
옛날에는 피콜로대마왕으로서 지구를 정복하려했지만 z에서는 사이어인들과의 격전에부터 지구를 지키는 전사로 활약한다.
라데츠 전에서 죽은 오공을 대신하여 어린 손오반의 스승이 되어 주었다. 훈련 당시에 손오반은 피콜로에게 반감을 가지고 있었던거 같으나 베지터전에서 피콜로가 손오반 자신을 살리기 위해 목숨을 내 놓은 장면을 목격한 뒤부터 피콜로를 스승처럼 생각하며 잘 따른다.
다시 부활한 피콜로도 전처럼 손오반에게 모질게 대하지 않는다.
그리고 인조인간전에서 신과 동화하여서 엄청난 전투력을 얻을수있게된다.
피콜로대마왕이 부활할 당시 지구의 신(선)과 피콜로(악)으로 나뉘어 졌다가 인조인간전에서 동화한 것이다.
이를 목격한 미스터 포포는 신과 동화한 피콜로에게 "신님"이라 부르지만 피콜로는 "이제 나는 신도 피콜로도 아니야. 나는 자신의 이름마저 잊어버린 나메크성인일 뿐이야."라고 한다. 하지만 여기서 동화는 단순히 파워업만을 한 것이므로 정신이나 사상 겉모습은 피콜로 그대로이다.(말하자면 그냥 단순한 합체 파워 업.)

#### 크리링
- 손오공과 함께 무천도사로부터 가르침을 받은, 손오공의 죽마고우

어렸을 때 무천도사 아래에서 손오공과 같이 수련을 받았으며,
천하제일 무술대회에도 몇 번 나갔다. 셀전 이후 인조인간 18호와 결혼하여 딸 마론(이름의 유래는 크리링의 전 여자친구이다)을 낳고 무천도사의 집에 눌러 붙어 살아가고 있다.
다른 Z전사들보다는 약하지만 지구인 중에서는 가장 강한 편이다 주요 기술로는 에네르기파, 기원참, 태양권 등이 있고, 뛰어난 전투 센스와 창의적인 전투를 구사한다.

#### 프리저
- 4 단계 변신이 가능하며, 우주 제왕의 꿈을 꾸며 행성 파괴를 일삼았다.

부하들에게 존댓말을 쓰지만, 필요가 없으면 처참히 죽이고 자신이 불리할 때마다 발악하는 비겁한 본심을 가지고 있다.
전설의 슈퍼 사이어인을 두려워 한다.(조상 칠드의 유언이 전해진 것으로 추정)
아버지 콜드 대왕, 형 쿠우라가 있으며 조상으로 칠드가 있다.
보통상태 전투력은 53만, 1단계 변신 시 약 100만이고, 2단계 변신 시 200~300만으로 증가, 최종 변신 시 1억 2000만으로 증가한다.(파워를 얼마나 끌어내는데에 따라 변동이 있다.)
손오공과의 전투에서 패한 후, 메카 프리저로 사이보그가 되어 지구 침공을 하지만 미래에서 온 트랭크스에게 바로 죽는다.
-직속 부하로는 기뉴특전대, 도도리아, 자봉, 큐이 등이 있다.
알고 보면 슈퍼 사이어인이 탄생하게끔 뒷받쳐 준 것도 프리저이다.
손오공의 아버지인 버독을 공격하여 죽음에 이르게 하려고 했으나, 의도치 않게 과거로 가게 만들어 슈퍼 사이어인의 전설이 탄생하게 만들었으며 손오공의 종족인 사이어인들을 몰살시키고 손오공이 가장 아끼는 친구인 크리링을 살해하면서 손오공이 최초로 슈퍼 사이어인으로 각성하는 계기를 만들어주는 등 손오공이랑 여러 가지의 사연이 얽혀 있는 악당이다. 이런 점에서 진정한 손오공의 숙적이라고 할 수 있다.
기술로는 데스 볼, 데스 빔, 데스 소서 등이 있다.
이후 극장판 부활의 F에서 부하 소르베가 지구의 드래곤볼로 되살려 내고 훈련을 한 후 손오공과 재대결한다. 골든 프리저라는 변신이 가능하다. 이 골든 프리저 상태에서는 슈퍼 사이어인 갓을 능가하는 슈퍼 사이어인 갓 슈퍼 사이어인을 능가하는 파워를 자랑하며 손오공을 압도하지만 슈퍼 사이어인 갓 슈퍼 사이어인 손오공은 골든 프리저의 파워 소모가 빠르다는 것을 직감하고 골든 프리저를 피해다니면서 골든 프리저의 파워가 빨리 고갈되기를 기다리는 전략을 쓴다. 결국 손오공의 전략에 말려든 골든 프리저는 결국 슈퍼 사이어인 갓 슈퍼 사이어인 손오공에게 전세를 역전당하고 또 다시 패배할 위기에 몰리다가 손오공이 방심한 틈을 타 부하에게 반지에서 발사되는 레이저를 쏘라고 눈짓으로 명령을 내리고 그 부하가 레이저를 쏴서 슈퍼 사이어인 갓 슈퍼 사이어인 손오공을 상대로 승리를 거두는데에 성공하지만 그 이후에 손오공과 마찬가지로 신의 영역을 체험하고 슈퍼 사이어인 갓 슈퍼 사이어인으로 각성한 베지터에게 밀리다가 결국 골든 프리저 상태에서 원래의 프리저로 되돌아오고 만다. 슈퍼 사이어인 갓 슈퍼 사이어인 베지터가 프리저를 완전히 소멸시키려는 찰나에 최후의 발악으로 지구를 파괴하고 슈퍼 사이어인 갓 슈퍼 사이어인 베지터를 상대로도 승리를 거두지만, 파괴신 비루스의 보좌관 우이스가 프리저가 지구를 파괴하기 3분 전으로 시간을 되돌리고, 슈퍼 사이어인 갓 슈퍼 사이어인 손오공이 풀파워 카메하메하를 쏴서 흔적도 없이 소멸되면서 결국 다시 한 번 죽임을 당하고 지옥으로 되돌아가버리고 만다.

#### 셀
- 닥터 게로(인조인간20호)가 만든 컴퓨터가 Z전사들의 세포를 모두 합쳐서 만든 괴물.

생체 에너지를 흡수해서 발달하며, 인조인간 17호를 흡수하여 2단계로 변신하고 인조인간 18호를 흡수하여 완전체가 된다.
생체 에너지 흡수, 셀 주니어 생성을 제외한 대부분의 기술은 베낀 기술이다.
손오반에게 공격당해 자폭하지만, 셀을 이루고 있는 핵이 멀쩡하여 슈퍼 퍼펙트 셀이 되어다시 돌아온다.
하지만 손오반과의 재대결에서 패하여 완전히 제거된다.
트랭크스가 온 미래보다 3년 더 지난 미래에서 개발되었다.

#### 마인 부우
- 태고적부터 존재하던 정체 불명의 외계 생명체이다. 불과 몇 년 만에 수 천개에 달하는 별을 파괴할 정도로 파괴적이고 압도적인 우주적인 재앙이자 그 존재 자체가 우주의 악의 집결체라고 할 수 있는 존재이다. 마도사 바비디의 아버지인 마도사 비비디가 이 마인 부우를 깨워서 잠시 동안 이용했지만, 컨트롤하기 어려워서 봉인을 했다.

그러나 봉인 직후 동쪽계왕신에게 죽음을 맞이한다.
이후 아들인 마도사 바비디가 봉인을 풀어서 마인 부우가 되었다. 바비디는 마인 부우가 태고적으로 존재하던 생명체가 아니라 비비디가 만들어낸 생명체로 잘못 알고 있었는데 이는 아마도 비비디의 허세로 여겨진다.
거의 무한적인 재생이 가능하고, 머리 끝에 달린 촉수에서 광선을 발사하여 사람을 초콜릿이나 사탕으로 만들어 흡수한다.
미스터 사탄과 정이 쌓인 마인 부우는 선(미스터 부우)과 악(키드부우)으로 분열되어 여러 가지 형태가 만들어진다. 지구를 없앤 최초의 캐릭터이며 손오공이 원기옥을 사용하여 소멸시킨 유일한 적이다. 손오공을 위시한 Z전사들이 상대한 최강의 적이자 최악의 적이다.
(미국 신데렐라에 나오는 마법사 주문에서 본따 만듬 마도사 , 마인부우 이름유래 : 비비디 바비디 부우)

#### 슈퍼 사이어인 1
나메크 성에서 프리저에 의해 크리링이 죽자 그 분노로 손오공이 슈퍼 사이어인 1이 된다. 변신하면 기존 상태보다 전투력이 50배 증가한다. 외양적으로는 머리카락 색과 방출되는 기 색깔이 노란색으로 변하고 머리카락이 위로 뻗치게 되고 눈동자가 벽안이 되는 것이 특징이다.

#### 슈퍼 사이어인 2
셀전에서 처음 나왔으며 손오반이 첫 번째로 슈퍼 사이어인 2가 된다. 기존 슈퍼 사이어인 전투력의 2배다. (기존 전투력의 100배) 외양적 특징으로는 슈퍼 사이어인 1 상태보다 머리카락이 더욱 위로 뻗치게 되고 머리카락이 더 많이 갈라지며 전신에서 스파크가 튀는 것이다.

#### 슈퍼 사이어인 3
마인 부우전에서 처음 손오공의 변신으로 등장했다. 외양적 특징으로 슈퍼 사이어인 1, 2보다 머리가 길어지고 눈썹이 사라져 사나운 표정으로 바뀌게 되는 것이 특징이다. 슈퍼 사이어인 2 전투력의 4배다. (기존 전투력의 400배) 그러나 기력의 소모가 심하여 작중에서 마인 부우를 쓰러뜨리기 위해 저승에서 돌아온 손오공의 이승에서의 한정된 시간을 더욱 소모하게 만들었다. 때문에 손오공은 슈퍼 사이어인 3를 1이나 2 상태 만큼 애용하진 않는다.

#### 비델
드래곤볼 Z 마인 부우전에서 처음 등장했으며 미스터 사탄의 딸이다.
마인 부우전에서 손오반에게 무공술을 배운다. 이후 손오반과 결혼하여 딸 팡을 낳는다.

#### 미스터 사탄
셀전에서 처음 등장했으며, 자칭 우주제일이라고 하지만 실상은 단순한 개그 캐릭터에 지나지 않는다.
하지만 손오공이 출전하지 않은 천하제일무도회에서 챔피언이 된 것으로 보아, 민간인 중에선 가장 강하다고 여겨진다. 작중에서 전투로는 활약을 보이지 않으나 손오공이 마인 부우를 쓰러뜨리기 위한 원기옥의 기를 모을 때 지구인들을 단합시키는 대활약을 펼친다.

## 기술

### 손오공(孫悟空)
(카메하메하, かめはめ波)
거북선류가 전수해준 기술. 이후 드레곤볼GT에서 10배 카메하메하가 생긴다 우주급의 스케일로 커진다. 손오공의 간판기술
슈퍼 카메하메하
카메하메하의 업그레이드판. 슈퍼 사이어인 상태에서나 기를 더욱 소비하면 슈퍼(超)카메하메하가 된다. 한국어로는 초에네르기파(초에너지파)이다
계왕권(界王拳, かいおうけん, 카이오켄)
저승에 살고 있는 계왕이 전수해준 기술. 파워와 스피드를 증가시킨다. 초기엔 4배 정도까지밖에 못 썼으나 나메크성에 갈 때 중력 수련을 해 20배까지 끌어올릴 수 있었다. 수련할수록 파워가 증가한다.드래곤볼 슈퍼에서는 블루계왕권이 나온다
슈퍼(超)사이어인(슈퍼 사이어인, 超サイヤ人 スーパーサイヤ人, 수우파사이야진. 일본에선 '초超'라 쓰고 '슈퍼'라 읽는다)
1000년마다 한 번 나타난다는 전설의 슈퍼 사이어인.
슈퍼 사이어인으로 변신시 머리카락은 금발이 되며, 전투력은 50배로 계왕권 이상이 된다.
프리저전에서 처음 변신했다. 이후 2, 3, 4로 단계가 올라간다.
슈퍼(超)사이어인 2
외관은 슈퍼 사이어인과 차이 없으나 앞 머리카락을 제외한 나머지 머리카락이 곤두섰고 오오라에서 스파크가 일어난다. 전투력은 슈퍼 사이어인 1의 2배이며, 스피드 또한 대등하게 상승한다.
셀전에서 셀을 당할 수 없는 손오공이 '정신과 시간의 방'이란 시간이 1년=1일로 왜곡된 방에서 수련하여 안정된 슈퍼 사이어인 1을 완성시켜 기의 불필요한 소모를 완전히 없애 전투력을 극대화시켰으나, 그것으로도 자신의 능력으로는 셀을 당해낼 수 없는 것을 알고 잠재능력이 강한 손오반에게 셀게임을 책임진다. 이후, 인조인간 16호의 죽음으로 인해 손오반이 최초 변신, 손오공과 베지터는 7년후인 부우전에서 처음 쓴다. 그 이후의 변신 형태들에 비하여 전투력의 상승 대비 기의 소모가 훨씬 적어 슈퍼 사이어인 3 보다 자주 사용됐지만, 마인 부우의 전투력과 재생력까지는 미치지 못한다.
슈퍼(超)사이어인 3
마인 부우전에서 최초 변신.
머리카락이 상당히 길어지며 눈썹이 눈썹근육이 비대해져서 가려지나, 스파크와 오오라는 슈퍼 사이어인 2와 차이없음.
손오공과 오천크스만 변신 가능한데 이 이유는 기가 무한한 저승에서 수련을 했기 때문이다.
오천크스는 퓨전상태인지라 워낙 기가 풍부하기에 변신 가능한 것이다(손오공의 3보다 오천크스의 3이 전투력이 훨씬 많이 올라간다)
원기옥(元氣玉, げんきたま, 겡키타마)
손오공의 최강 기술. 지구에 살아 있는 생명체의 원기를 모아 구슬을 만든다. 많으면 많을수록 커진다. 극장판에선 원기옥을 흡수한다.
용권(龍拳, りゅうけん, 류우켄)
손오공의 또 다른 최강 기술. 극장판 힐데건전에서 썼으며 날아 올라 주먹을 뻗어 돌진한다. GT에서도 대대로 쓰이나, 원작에선 존재하지 않음.
순간이동
손오공이 야드레트 행성에서 배워 온 기술 .
기(氣)만 감지하면 어디든 순간이동 할 수 있다.
퓨전
메타몰 행성에서 배워 온 기술.
사람끼리 몸을 융합시켜 새로운 전사를 탄생시키는 궁극의 기술.
우스꽝스러운 춤을 두 사람이 대칭으로 추면 퓨전이 가능하다.
단, 포즈가 서로 맞지 않거나 틀렸을 시, 변신의 모습이 우스꽝스럽게 바뀌고 전투력이 오히려 감소. 퓨전 성공시의 복장은 메타몰 성인의 것이다.
전투력이 비슷하고 키가 비슷할 때 가능하다. 퓨전 시간은 30분이나 전투력이 변신으로 높아질 경우 시간이 점점 줄어든다 (슈퍼 사이어인 3에는 5분으로, 4로는 10분 내지).
오공과 베지터가 12번째 극장판에서 오지터로, 오천과 트랭크스가 오천크스로 변신한다.
오지터(ゴジータ, 고지타)
퓨전으로 오공과 베지타가 융합한 전사.
극장판 자넨바전에서 합체. 처음엔 실패했으나, 두 번째에선 성공.
변신하자마자 슈퍼(超)사이어인 상태였다.
성격은 오공을 따른다.(도발을 하는 것을 보면 기본적인 뼈대는 오공이고 전투시에만 베지터를 섞어놓은 듯하다)
포타라
노(老)계왕신이 준 귀걸이를 이용한 퓨전, 통상의 퓨전을 훨씬 능가하는 전투력을 부여한다.
귀걸이를 두 사람이 한 쪽씩 차면 몸이 저절로 융합해 새로운 전사로 탄생한다. 메타몰의 퓨전과는 달리 복장은 합체한 두 명의 혼합.
시간 제한도 없는줄 알았으나 드래곤볼 슈퍼에서 많으면1시간 합체한 사람이 너무강하면 30분 이하일수도 있다고 하니 오지터가 더 강할 수 있다l(손오공과 베지터가 썼다)
베지트(ベジット)
포타라를 이용한 오공과 베지타의 퓨전.
성격은 주로 베지터를 따르나, 손오공의 느긋한 태도도 대개 보임. 원작에선 자신만의 기술을 보이지만, 애니메이션판에선 순간이동등, 오공과 베지터의 능력도 씀.
초(超)베지트 (超ベジット, 수파 베짓토)
베지트 상태에서 슈퍼 사이어인으로 변신한 것. 스파크가 있지만 슈퍼 사이어인 1이다, 손오반, 손오천, 트랭크스와 피콜로를 융합시킨 마인 부우를 아무것도 아니게 제압하는 최고의 힘을 자랑함. 드래곤볼 슈퍼에서 재등장함.

### 손오반(孫悟飯)
마섬광(魔閃光, 마센코우)
피콜로와의 수련으로 배운 기술. 마족의 것이다. 손을 이마에 대고 기를 발사한다.
카메하메하
손오공과 동일한 기술.
슈퍼 사이어인
정신과 시간의 방에서 터득해낸 기술. 인간과 사이어인의 혼혈이라 순수 사이어인이 변신했을 때보다 파워가 강하다.
슈퍼 사이어인 2
인조인간 16호를 부숴버린 셀 때문에 분노가 폭발해 변신한 상태. 손오공보다 빨리 변신했다.
그레이트 사이야맨(グレートサイヤマン, 그레토사이야만)
손오반이 청년 시절 악을 물리치기 위해 부르마한테 부탁해 만든 수트. 극장판에선 비델과 합동해 적을 물리치기도 했다. 참고로 이 수트를 입었을 때의 모습과 행동은 특촬물의 주인공을 따라하는 듯하다.
잠재능력 개방
나메크 성에 갔을 때 최장로가 크리링과 함께 잠재능력을 개방시켜줬다.
각성
손오반이 뽑은 제트스워드에 봉인된 노(老)계왕신이 준 힘.
손오반의 모든 잠재능력을 끌어올린다. 이미 모든 전투력이 개방된 상태이므로, 슈퍼 사이어인으로 변신할 필요가 없다.
부자 카메하메하
죽은 손오공의 영혼과 손오반이 함께 카메하메하를 쏜다. 퍼펙트 셀로 환생한 셀에 대항하기 위하여 선보인다. 드래곤볼 Z 명장면 중 하나로 꼽힌다.

### 손오천(孫悟天)
슈퍼 사이어인
손오공이나 베지터, 손오반과는 달리, 어린 나이임에도 불구하고 별 다른 훈련없이 바로 변신하는 모습을 보였다. 그이유는 손오공에게S세포를 많이 물려바닸기 때문이다
카메카메하(かめかめ波)
손오천이 잘못 알아들어 '카메카메하'라고 한다.
퓨전
오공이 마인 부우전을 대비해 오천과 트랭크스에게 가르쳐준 기술.
오천크스(ゴテンクス)
오천과 트랭크스가 퓨전한 결과. 성격이 오천과 트랭크스처럼 제멋대로이다. 마인 부우와 처음 만났을 땐 다이너마이트 킥, 슈퍼 박치기, 롤링 썬더, 파워 태클, 울트라 미사일 파르페, 하이퍼 플라즈마 쇼트 케이크 등 네이밍 센스가 별 볼일 없는 기술을 쓴다.
슈퍼 사이어인
슈퍼 사이어인 3
오천크스 상태에선 슈퍼 사이어인 3로 변신할 수 있다. 그러나 힘이 증가해 시간이 짧아졌다.
슈퍼 사이어인 3에서만 쓰는 기술이 꽤 많다.
슈퍼 고스트 카미카제 어택(スーパーゴスト神風アタック, 슈퍼 고스트 자폭 어택)
입에서 자신의 얼굴을 한 유령을 소환한다. 이 유령을 만지면 자폭한다.
갤럭티카 도넛
원 3개를 만들어 상대방을 묶는 기술. 이 상태에선 절대 못 움직인다.
격돌 울트라 부우부우 발리볼
갤럭티카 도넛을 많이 발사한 연속 슈퍼 도넛으로 공처럼 만들어 배구처럼 공격한다.
연속 데스데스 미사일
양 손에서 마구 기공파를 쏜다.

### 베지터
갤릭포 : 손오공, 손오반, 손오천의 카메하메하와 비슷하거나 같은 기술로 추정된다. 다른 점이라면 카메하메하와 발사 자세가 다르고 보랏빛을 띤다.
빅뱅 어택 : 한 손바닥에서 커다란 구체 형태의 기 폭탄을 발사한다. 베지터가 처음 슈퍼 사이어인이 되어 인조인간 19호를 무찌를 때 처음 사용했다.
파이널 플래시 : 양손에 기를 모으고 합쳐서 발사하는 기술. 완전체 셀이 베지터를 도발하여 사용하게 된다(처음은 기뉴특전대 리쿰과 싸울 때 사용. 효과는 셀의 몸 반쪽을 날려버리는 발군의 능력을 가졌으나, 피콜로의 세포를 가진 셀이 다시 재생하면서 결과는 실패로 끝나게 된 비운의 기술이다.
파이널 익스플로전:베지터가 마인 부우와 싸울때 사용한 최후의 자폭기로, 자신의 몸을 희생하는 대신 엄청난 폭발을 일으킨다.
사용할 때 '안녕이다.. 부르마, 트랭크스, 그리고.. 카카로트••••.'라는 대사를 하는데, 이 대사에서 카카로트(오공)을 언급할 때 부르마와 트랭크스를 부를 때와는 다른 종류의 애잔함을 남긴다 폭발 전에 보이는 구 형태의 오라로 보아, 엄청난 양의 기를 발산하는 동시에 압축해두었다가 한번에 폭발시키는 것으로 보인다.
사용 후에는 몸이 재가 되며 잠시 그 형상을 유지하다가 땅으로 떨어지며 바스라진다. 원작에서는 마인부우를 갈기갈기 찢어놓으나, 엄청난 재생능력에 의해 결국은 실패로 끝나지만, 드래곤볼 슈퍼에서는 파괴신 후보로서의 힘을 개방한 톳포에게 결정타를 날리며 톳포를 탈락시키고, 자폭이지만 죽지도 않는다.
수퍼 사이어인 1 : 베지터가 손오공과 미래 트랭크스의 슈퍼 사이어인 변신을 보고 자극을 받아 끝없는 수련 끝에 각성하여 변신하게 된다.
수퍼 사이어인 2 : 손오공과 마찬가지로 마인 부우전에서는 변신이 가능한 것으로 보인다.
이 외에도 크리링의 기원참, 피콜로의 마관광살포, 야무치의 조기탄, 천진반의 기공포, 태양권, 도동파 등 많은 기술이 존재한다.

## 한국판 성우진
- 비디오 버전 -
- 손오공(극장판) - 故 백순철
- 손오공(TV판) - 김환진
- 소년 손오반(초반부) / 런치 - 김정애
- 야무치(초반부) - 김승준
- 베지터 / 야무치(후반부) / 라데츠 / 파이크 한 / 무술대회MC - 김민석
- 소년 손오반(후반부) / 청년 손오반 / 미래 손오반 / 우부 - 이미자
- 천진반(초반부) /자봉(초반부) - 김태웅
- 기뉴 / 인조인간 16호(초반부) / 천진반(중반부) - 정동열
- 미스터 포포 / 내퍼 / 리쿰 / 자봉(후반부) / 미스터 사탄 / 닥터 게로 / 대계왕 / 노계왕신 / 데브라 - 유제상
- 계왕 / 무천도사 / /콜드 대왕 / 바바디 / 내레이션 - 이종구
- 마인 부우 / 천진반(후반부) / 인조인간 16호(후반부) / 서쪽계왕 - 임성표
- 비델 - 최문자
- 인조인간 18호 / 크리링(후반부) - 이선호
- 치치(초반부) - 성유진
- 치치(후반부) - 장혜선
- 프리더 / 트랭크스(후반부) / 인조인간 17호 / 계왕신 - 최문자
- 셀 - 문영래
- 피콜로(초반부) / 신(초반부) / 자봉(중반부) / 지스 - 김정호
- 피콜로(후반부) / 신(후반부) - 박홍식
- 부르마 / 덴데 / 교자 / 막무가내 / 트랭크스(초반부) - 지미애
- 크리링(초반부) - 안경진
- 손오천 - 손정아

外

- 투니버스 버전 (3기, 마인 부우편) -
- 손오공 - 김환진
- 손오반 - 김장
- 베지터 - 김민석
- 마인 부우 / 뽀뽀 - 신용우
- 손오천 - 정선혜
- 트랭크스 - 한채언
- 피콜로 - 정승욱
- 미스터 사탄 / 염라대왕 - 시영준
- 비델 / 덴데 / 차오즈 - 이용신
- 치치 - 윤여진
- 부르마 - 지미애
- 우마왕 - 손종환
- 크리링 - 이선호
- 18호 / 오룡 - 박경혜
- 마론 - 김현심
- 계왕신 - 최승훈
- 노계왕신 - 황원
- 키비토 / 야무치 - 최재호
- 천진반 - 이주창
- 바비디 - 손종환
- 점쟁이 바바 - 정유미
- 사령관 - 이호산
- 거북도사 / 해설 - 김정호

## 극장판
1. 드래곤볼 Z: 갈릭Jr의 야망
2. 드래곤볼 Z: 전 지구 초결전
3. 드래곤볼 Z: 푸른별 지구의 위기
4. 드래곤볼 Z: 초사이어인이다 손오공
5. 드래곤볼 Z; 뛰어난 최강 대 최강
6. 드래곤볼 Z: 격돌!! 100억 파워의 전사들
7. 드래곤볼 Z: 극한 배틀!! 3대 초사이어인
8. 드래곤볼 Z: 불타올라라!! 열전 열전 초격전
9. 드래곤볼 Z: 은하가 아슬아슬!! 엄청난 녀석
10. 드래곤볼 Z: 위험한 두 사람! 초전사는 잠들지 않는다
11. 드래곤볼 Z: 다시깨어난 슈퍼 사이어인
12. 드래곤볼 Z: 부활의 퓨전!! 오공과 베지터
13. 드래곤볼 Z: 용권폭발!! 오공이 하지 않으면 그 누구가 하랴
14. 드래곤볼 Z: 신들의 전쟁
15. 드래곤볼 Z: 부활의 F

## 스페셜
1. 드래곤볼 Z: 프리저에게 도전한 Z전사 손오공의 아버지
내용:손오공의 아버지인 버독의 최후의 싸움을 그린 특별판
2. 드래곤볼 Z: 절망에 대한 반항! 남겨진 초전사·손오반과 트랭크스
내용:TRUNKS THE STORY를 원작으로 한 특별판. 트랭크스가 슈퍼 사이어인으로 각성될 때, 초반에 싸워 살해당한 희생자의 일부 등이 원작과 차이가 나고있다.

## 주제가

### 오프닝 테마
1. 〈CHA-LA HEAD-CHA-LA〉 (1화~199화)
작사: 모리 유키노죠 작곡: 키요오카 치호 편곡: 야마모토 켄지 노래: 카게야마 히로노부
2. 〈WE GOTTA POWER〉 (200화~291화)
작사: 모리 유키노죠 작곡・편곡: 이시카와 케이쥬 노래: 카게야마 히로노부

### 엔딩 테마
1. 〈でてこいとびきりZENKAIパワー!〉(나와라 최고의 ZENKAI 파워) (1화~199화)
작사: 아라카와 토시히사 작곡: 이케 다케시 편곡: 야마모토 켄지 노래: MANNA
2. 〈光の旅〉(빛의 여행) (스페셜 1화:프리저에게 도전한 Z전사 손오공의 아버지)
 작사：사토 다이 작곡:키요오카 치호 편곡：야마모토 켄지 노래：카게야마 히로노부, KUKO
3. 〈青い風のHOPE〉(푸른 바람의 HOPE) (스페셜 2화:절망에 대한 반항! 남겨진 초전사·손오반과 트랭크스)
작사：사토 다이 작곡: 키요오카 치호 편곡：야마모토 켄지 노래：카게야마 히로노부
4. 〈僕達は天使だった〉 (우리들은 천사였다) (200화~291화) 
작사: 모리 유키노죠 작곡: 이케 다케시 편곡: 토츠카 오사무 노래: 카게야마 히로노부

### 한국판 주제가
- 2,3기 여는 곡 : 《폭풍처럼》
작사: 신동식 / 작곡・편곡: 이창희 / 노래: 방대식
- 2,3기 닫는 곡 : 《작은 평화》
작사: 신동식 / 작곡・편곡: 박정식 / 노래: 회상

## 게임
본 목차는 드래곤볼 Z 이름으로 나온 게임들만 나열했다.
1. 드래곤볼 Z 강습! 사이어인 (FC)
2. 드래곤볼 Z2 격신! 프리저 (FC)
3. 드래곤볼 Z3 열전! 인조인간 (FC)
4. 드래곤볼 Z 외전 사이어인 절멸계획 (FC)
5. 드래곤볼 Z 진 사이어인 절멸계획 지구편 (플레이디아)
6. 드래곤볼 Z 진 사이어인 절멸계획 우주편 (플레이디아)
7. 드래곤볼 Z 격투! 천하제일무도회 (FC)
8. 드래곤볼 Z 슈퍼 사이어인전설 (SFC)
9. 드래곤볼 Z 초무투전 (SFC)
10. 드래곤볼 Z 초무투전2 (SFC)
11. 드래곤볼 Z 초무투전3 (SFC)
12. 드래곤볼 Z 초오공전 돌격편 (SFC)
13. 드래곤볼 Z 초오공전 각성편 (SFC)
14. 드래곤볼 Z 하이퍼디멘션 (SFC)
15. 드래곤볼 Z 무용열전 (MD)
16. 드래곤볼 Z 위대한 손오공전설 (PC엔진)
17. 드래곤볼 Z 오공비상전 (GB)
18. 드래곤볼 Z 오공격투전 (GB)
19. 드래곤볼 Z 전설의 초전사들 (GBC)
20. 드래곤볼 Z 무공투극 (GBA)
21. 드래곤볼 Z 오공의 유산 (GBA)
22. 드래곤볼 Z 오공의 유산2 (GBA)
23. 드래곤볼 Z 오공의 유산2 인터내셔널 (GBA)
24. 드래곤볼 Z 부우의 분노 (GBA)
25. 드래곤볼 Z 진무투전 (SS)
26. 드래곤볼 Z 위대한 드래곤볼 전설 (SS),(PS)
27. 드래곤볼 Z 얼티메이트 배틀 22 (PS)
28. 드래곤볼 Z (PS2),(GC)
29. 드래곤볼 Z2 (PS2)
30. 드래곤볼 Z3 (PS2)
31. 드래곤볼 Z 스파킹! (PS2)
32. 드래곤볼 Z 스파킹! 네오 (PS2),(Wii)
33. 드래곤볼 Z 스파킹! 메테오 (PS2),(Wii)
34. 드래곤볼 Z 인피니트 월드 (PS2)
35. 드래곤볼 Z 버스트 리미트 (PS3),(XBOX360)
36. 드래곤볼 Z SAGAS (XBOX)
37. 드래곤볼 Z 진 무도회 (PSP)
38. 드래곤볼 Z 진 무도회2 (PSP)
39. 드래곤볼 Z 무공열전 (NDS)
40. 드래곤볼 Z 머나먼 오공전설 (NDS)

## 관련 작품
- 드래곤볼

- 드래곤볼
- 드래곤볼 GT
- 드래곤볼 AF(동인지)